# Vartiokylänlahti
Vartiokylänlahti est une baie maritime entre Vartiokylä et Vuosaari à Helsinki en Finlande.

## Description
Vartiokylänlahti est une baie longue et étroite située à l'est d'Helsinki, entre Vartiokylä et Vuosaari.
Vartiokylänlahti est enjambé par trois ponts voisins parallèles : le pont de Vuosaari, le Vuosaaren raittisilta et le pont du métro de Vuosaari.
Vartiokylänlahti est entouré par Marjaniemi, Puotila, Vartioharju, Rastila et Meri-Rastila.
Les rives de la baie abritent des espaces de loisirs, quelques maisons individuelles et plusieurs ports de plaisance, dont le plus grand se trouve à Puotila.